# عدل‌آباد (سلسله)
عدل‌آباد روستایی از توابع بخش فیروزآباد شهرستان سلسله در استان لرستان ایران است. زبان مردم این روستا لکی است.

## جمعیت
این روستا در دهستان قلائی قرار دارد و بر اساس سرشماری مرکز آمار ایران در سال ۱۳۹۵، جمعیت این روستا ۶۱۴ نفر بوده که ۳۱۰ نفر مرد و ۳۰۴ نفر زن بوده اند. این در حالی است که جمعیت این روستا در مقایسه با سرشماری سال ۱۳۸۵ ، ۲۵ نفر کاهش داشته است. روستای عدل آباد دارای ۱۸۱ خانوار می باشد.